# Roland Wetzig
Roland Wetzig, född 24 juli 1959 i Oschatz, är en tysk före detta bobåkare som tävlade för Östtyskland.
Wetzig blev olympisk guldmedaljör i fyrmansbob vid vinterspelen 1984 i Sarajevo.